# Єпархія Нітри

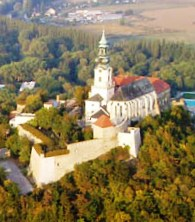
Собор святого Емерама

Дієцезія Нітри (лат. Dioecesis Nitriensis) — дієцезія Римсько-католицької церкви з центром у місті Нітра, Словаччина. Єпархія Нітри є найдавнішою єпархією на території сучасної Словаччини. Вважається, що вона була утворена святим Кирилом у часи Великої Моравії. У даний час єпархія Нітри входить в митрополію Братислави. Кафедральним собором єпархії Нітри є собор святого Емерама.

## Історія
У червні 880 року Святий Престол заснував єпархію Нітри, виділивши її з єпархії Регенсбурга.
У 1107 єпархія Нітри увійшла в митрополію Естергома.
2 вересня 1937 Римський папа Пій XI виділив єпархію Нітри з митрополії Естергома, підпорядкувавши її безпосередньо Святому Престолу.
30 грудня 1977 єпархія Нітри увійшла в митрополію Трнави-Братислави.
Під час правління комуністичної влади в Словаччині в Нітрі діяла єдина дозволена католицька семінарія на всій території країни.
14 лютого 2008 Святий Престол справив реорганізацію єпархій у Словаччині. При цьому північна частина єпархії Нітри відійшла до нової єпархії Жиліни. У цей же день єпархія Нітри увійшла в нову митрополію Братислави.

## Ординарій єпархії
• Anonymus (900—906)

• єпископ святий Бестридій (1005 — 27.09.1047)

• єпископ Герваз (1106 — ?)

• єпископ Миколай I (1133)

• єпископ Павел Шавол (1137- ?)

• єпископ Ян I (1156 — ?)

• єпископ Томаш I (1165 — ?)

• єпископ Едуард (1168—1198)

• єпископ Ян II (1204—1215)

• єпископ Вінцент I (1220—1222)

• єпископ Якоб I (1223—1240)

• єпископ Адам I (1241—1241)

• єпископ Бартоломей (1242—1243)

• єпископ II (1244—1252)

• єпископ Миколай II (1253—1255)

• єпископ Вінцент II (1255—1272)

• єпископ Філіп I (1272 — ?)

• єпископ Петро (1279—1281)

• єпископ Пасхаз (1281—1297)

• єпископ Ян III (1302—1328)

• єпископ Мешко Пястовец (1328—1334) — призначений єпископом Веспрема

• єпископ Вітус-де-Кастроферрео (11.05.1334 — близько 1347)

• єпископ Міклош Кесей (23.05.1347 — 11.01.1350) — призначений єпископом Загреба

• єпископ Штефан (11.01.1350 — 10.02.1367) — призначений архієпископом Калочі

• єпископ Ладіслав I (26.02.1367 — 27.02.1372) — призначений єпископом Веспрема

• єпископ Домінік де Новолоко (27.10.1372 — 1384)
• єпископ Деметр I (1387 — 25.10.1387) — призначений єпископом Веспрема

• єпископ Грегор I (24.10.1388 — 1392)

• єпископ Михаїл II (10.03.1393 — 1399)

• єпископ Петро II (16.06.1399 — 1403)

• єпископ Гінко (1404—1427)

• єпископ Юрай (1.06.1429 — 1437)

• єпископ Денеш Сечі (21.04.1438 — 5.06.1439) — призначений єпископом Егера

• єпископ Ладіслав II (1440—1447)

• єпископ Миколай IV (15.10.1449 — 1456)

• єпископ Альберт Гангач (1458 — 16.06.1458)

• єпископ Еліаш (1460—1463)

• єпископ Томаш Дебрентей (13.01.1463 — 1480)

• єпископ Грегор II (1.10.1484 — 1492)

• єпископ Антон (2.01.1493 — 1500)

• єпископ Ніколай де Бачка (5.06.1501 — 21.06.1503) — призначений єпископом єпархії Трансільванії

• єпископ Жігмонд Турзо (4.08.1503 — 15.11.1504) — призначений єпископом єпархії Трансільванії

• єпископ Штефан Подманіцкий (19.12.1505 — 1530)

• єпископ Ян Турзо (1530—1550)

• єпископ Франтішек Турзо (4.07.1550 — 1557)

• єпископ Павел Абстеміус-Боннемісса (17.07.1560 — 1579)

• єпископ Закаріаш Моссочі (7.10.1583 — 10.04.1586)

• єпископ Іштван Фейеркові (19.12.1588 — 7.06.1596) — призначений архієпископом Естергома

• єпископ Ференц Форгах (2.08.1599 — 5.11.1607) — призначений архієпископом Естергома

• єпископ Штефан Жухай (1607 — 9.06.1608)

• єпископ Валентин Лепеш (16.09.1609 — 1619) — призначений архієпископом Калочі

• єпископ Ян Телегді (березень 1619 — вересень 1644)

• єпископ Штефан Бошнак (1644 — 23.09.1644)

• єпископ Янош Пюскі (13.09.1644 — 1648)

• єпископ Юрай Селепчені Похронец (11.03.1652 — 22.08.1667)

• єпископ Леопольд Карл фон Коллоніч (30.04.1668 — 19.05.1670) — призначений єпископом Вінер-Нойштадта

• єпископ Томаш Палффі (14.12.1671 — 6.05.1659)
• єпископ Ян Губасочі (13.05.1680 — 10.04.1686)

• єпископ Петро Коромпай (24.11.1687 — 12.05.1690)

• єпископ Якуб Гашко (6.06.1690 — 1691)

• єпископ Блажей Яклін (26.11.1691 — 19.10.1695)

• єпископ Ладіслав Матяшовскі (18.06.1696 — 10.05.1705)

• єпископ Ладіслав Адам Ердёді (21.02.1706 — 10.05.1736)

• єпископ Йоганн Ернст Харрах (30.09.1737 — 16.12.1739)

• єпископ Імріх Естерхазі (29.05.1741 — 29.11.1763)
• єпископ Ян Густіні-Зуброглавскі (29.11.1763 — 31.01.1777)

• єпископ Антон де Ревай (18.09.1780 — 26.12.1783)

• єпископ Франтішек Ксавьер Фухс (10.03.1788 — 20.08.1804) — призначений єпископом Егера
o Sede vacante (1804—1808)

• єпископ Йозеф Клух (11.07.1808 — 31.12.1826)

• єпископ Йожеф Вурум (17.09.1827 — 2.05.1838)

• єпископ Імріх Палугіай (18.02.1839 — 27.07.1858)
• єпископ Агостон Росковани (15.04.1859 — 24.02.1892)

• єпископ Імріх Бенде (19.01.1893 — 26.03.1911)

• єпископ Вілмош Баттьяні (18.03.1911 — 16.12.1920)

• єпископ Кароль Кметько (13.11.1920 — 22.12.1948)

• єпископ Едуард Нечеі (1949 — 19.06.1968) — апостольський адміністратор
o Sede vacante (1968—1973)

• єпископ Ян Паштор (19.02.1973 — 8.11.1988)
• кардинал Ян Хрістозом Корец (6.02.1990 — 9.06.2005)

• єпископ Віліам Юдак (9.06.2005 — по нинішній час)

• єпископ Ференц Форгах (2.08.1599 — 5.11.1607) — призначений архієпископом Естергома

• єпископ Штефан Жухай (1607 — 9.06.1608)

• єпископ Валентин Лепеш (16.09.1609 — 1619) — призначений архієпископом Калочі

• єпископ Ян Телегді (березень 1619 — вересень 1644)

• єпископ Штефан Бошнак (1644 — 23.09.1644)

• єпископ Янош Пюскі (13.09.1644 — 1648)

• єпископ Юрай Селепчені Похронец (11.03.1652 — 22.08.1667)

• єпископ Леопольд Карл фон Коллоніч (30.04.1668 — 19.05.1670) — призначений єпископом Вінер-Нойштадта

• єпископ Томаш Палффі (14.12.1671 — 6.05.1659)
• єпископ Ян Губасочі (13.05.1680 — 10.04.1686)

• єпископ Петер Коромпай (24.11.1687 — 12.05.1690)

• єпископ Якуб Гашко (6.06.1690 — 1691)

• єпископ Блажей Яклін (26.11.1691 — 19.10.1695)

• єпископ Ладіслав Матяшовскі (18.06.1696 — 10.05.1705)

• єпископ Ладіслав Адам Ердёді (21.02.1706 — 10.05.1736)

• єпископ Йоганн Ернст Харрах (30.09.1737 — 16.12.1739)

• єпископ Імріх Естерхазі (29.05.1741 — 29.11.1763)
• єпископ Ян Густіні-Зуброглавскі (29.11.1763 — 31.01.1777)

• єпископ Антон де Ревай (18.09.1780 — 26.12.1783)

• єпископ Франтішек Ксавьер Фухс (10.03.1788 — 20.08.1804) — призначений єпископом Егера
o Sede vacante (1804—1808)

• єпископ Йозеф Клух (11.07.1808 — 31.12.1826)

• єпископ Йожеф Вурум (17.09.1827 — 2.05.1838)

• єпископ Імріх Палугіай (18.02.1839 — 27.07.1858)
• єпископ Агостон Роскованьі (15.04.1859 — 24.02.1892)

• єпископ Імріх Бенде (19.01.1893 — 26.03.1911)

• єпископ Вілмош Баттьяні (18.03.1911 — 16.12.1920)

• єпископ Кароль Кметько (13.11.1920 — 22.12.1948)

• єпископ Едуард Нечеі (1949 — 19.06.1968) — апостольський адміністратор
o Sede vacante (1968—1973)

• єпископ Ян Паштор (19.02.1973 — 8.11.1988)

• кардінал Ян Хрістозом Корец (6.02.1990 — 9.06.2005)

• єпископ Віліам Юдак (9.06.2005 — до цього часу)